# Cytherea pamirensis
Cytherea pamirensis är en tvåvingeart som beskrevs av Paramonov 1930. Cytherea pamirensis ingår i släktet Cytherea och familjen svävflugor. Inga underarter finns listade i Catalogue of Life.